# Fred Uhlman
Fred Uhlman (født 19. januar 1901, død 11. april 1985) var en tysk-engelsk forfatter, maler og advokat af jødisk herkomst.

## Biografi
Fred Uhlman blev født i Stuttgart, Tyskland, i en middelklasse jødisk familie. Han studerede ved universiteterne i Freiburg, München og Tübingen, hvor han i  1923 dimitterede med en uddannelse i Jura og en PHD i civilret.
To måneder efter Hitlers magtovertagelse i 1933 flygtede Uhlman til Frankrig og endte i 1936 i England, hvor han blev resten af sit liv. Han er især kendt for den lille roman Gitterporten (engelsk: Reunion), der ved udgivelse blev udnævnt til et lille mesterværk, og som til stadighed genoptrykkes verden over.

## Gitterporten
Uhlmans roman Gitterporten blev udgivet i 1971. Nærmest ignoreret ved dens første publicering, blev den genudgivet i 1977, hvor den blev velmodtaget af kritikerne, og modtog ros af Authur Koestler, som skrev introduktionen til denne udgave, hvori han betegnede det som et lille mesterværk. Gitterporten giver en smuk og indfølende beskrivelse af et drengevenskab, der splittes af den omsiggribende nazisme, hvis uhyrligheder og infiltration af det tyske samfund fremstår grelt på baggrund af bogens afdæmpende, lyriske tone.
Romanen blev i 1989 filmatiseret i filmen af samme navn Reunion, og er også blevet opført som teaterstykke i 2010.